# Jan van der Vaart
Jan van der Vaart ou Jan van der Vaardt, est un peintre et graveur du XVIIe siècle et XVIIIe siècle.

## Biographie
Élève de Thomas Wyck et maître du célèbre graveur John Smith, Jan van der Vaardt se rend à Londres en 1675.
Au début de sa carrière, il peint des portraits et des natures mortes, puis est engagé par Willem Wissing pour peindre des draperies. Leurs noms apparaissent ensemble sur plusieurs tableaux et sur plusieurs gravures d'après des portraits. Le portrait de Frances Theresa Stuart, duchesse de Richmond et Lennox (1687, Londres, N.P.G.) est un bel exemple de leur collaboration. Van der Vaardt est peut-être aussi le « Landervart » qui, avec Wissing et d'autres, achève de nombreux tableaux inachevés de Lely après sa mort.
Selon Marshall Smith, il « peint très bien un visage et une posture, Landskip, Foul &c. d'une extraordinaire finesse et doit être classé parmi les grands maîtres de l'époque ». Il collabore occasionnellement avec le peintre d'origine allemande Johann Kerseboom (en).
Van der Vaart est l'un des premiers artistes à pratiquer l'art de la gravure en manière noire, et on dit qu'il a instruit le grand graveur John Smith (1652-1742), dans cet art. Il est employé par Richard Tompson, dont le nom apparaît comme l'éditeur de nombreuses gravures en manière noire portant le nom de Van der Vaart, ainsi que par Edward Cooper (d), dont un portrait de Van der Vaart a été gravé en manière noire par Peter Pelham.